# Le ali della vita
Le ali della vita è una miniserie televisiva italiana trasmessa su Canale 5 e composta da due stagioni, ognuna formata da due episodi: la prima stagione è andata in onda in prima visione il 21 e il 23 marzo 2000, mentre la seconda il 26 e il 28 novembre 2001.
Protagonista delle due storie è Rosanna Ranzi (interpretata da Sabrina Ferilli), un'insegnante di canto anticonformista e dal forte temperamento che, tra gli anni cinquanta e sessanta, incontra l'austera figura di sorella Alberta (interpretata da Virna Lisi), una religiosa fredda, perfida e manipolatrice che la coinvolge dapprima nei segreti di un collegio femminile a Campo Tures, in Alto Adige, e in seguito nell'educazione di Fabrizio, un giovane problematico, nella cornice di Milano e della Bassa pianura padana.

## Prima stagione

### Prima puntata
Roma, 23 novembre 1957. Rosanna Ranzi è un'insegnante di canto che lavora al Conservatorio Santa Cecilia. La donna è nubile e decide di lasciare la sua città natale per via delle pressioni sociali che alla sua età la vorrebbero già sposata e con figli: Rosanna, infatti, ha rifiutato la proposta di matrimonio del suo fidanzato in quanto voleva che lei smettesse di lavorare. Per nulla disposta a rinunciare alla propria indipendenza, Rosanna accetta dunque di insegnare musica corale al collegio femminile Pio Istituto Sorelle Francescane Santa Chiara a Campo Tures, in Alto Adige.
L'educandato è diretto da sorella Alberta, la madre superiora, una donna fredda e misteriosa, assistita dalla perfida sorella Federica, suo braccio destro nell'infliggere rigidissime punizioni corporali alle ragazze. Con il passare del tempo, Rosanna fa la conoscenza delle altre suore dell'istituto e stringe amicizia con sorella Celestina, una giovane talentuosa pianista contraria ai metodi della Reverenda Madre, e con Sorella Adele, un'anziana concittadina anch'essa distaccata da sorella Alberta. In paese la donna conosce il medico Vithold Heisler, che rimane subito affascinato da lei.
Una notte Rosanna trova la giovane Elena svenuta in bagno; come scopre da Vithold, non è la prima volta che la ragazza rischia di finire in coma ipoglicemico a causa del suo rifiuto di mangiare. Sorella Alberta risponde che Elena è con loro da tre anni e la considera una ragazza viziata in cerca di attenzioni, ma secondo Rosanna questo comportamento nasconde un problema grave. Mentre la donna chiacchiera con sorella Adele nella stalla, Vithold le informa della ripresa di Elena (che ha sentito parlare per la prima volta), la quale chiede di Rosanna. Quest'ultima saluta la ragazza e prova ad accarezzarla, ma Elena, con lo sguardo impaurito, le blocca la mano e non proferisce parola.
Rosanna, insieme a sorella Celestina, riesce a strappare a sorella Alberta il permesso di portare le ragazze a fare lezione all'aperto, tra le montagne, dove le incita a gridare i propri nomi perché con l'eco «l'energia torna indietro e ci dà forza», e replica alle parole dell'altezzosa Nicoletta dicendo che «il grido vola alto e difende i nostri sogni». La prima a gridare il proprio nome è Stefania, una delle ragazze prese maggiormente di mira.
Dopo una messa Rosanna incontra il vescovo e conversa brevemente con i familiari delle ragazze. Armandi, prefetto di Bolzano, è il padre vedovo di Nicoletta e contribuisce generosamente alle necessità del collegio. Pietro e Giorgia sono i genitori di Elena, che appare piuttosto nervosa per la vicinanza del padre. Giuseppe e Luisa sono i genitori di Alice la quale, pur desiderando fortemente diventare una ballerina, è ostacolata da una zoppìa provocata da un incidente al ginocchio e dall'opprimente madre che considera questa sua passione niente più che un capriccio. Rosanna nota Stefania parlare in disparte con sua madre Maria, la quale dice alla figlia che a Tures può studiare e farsi rispettare senza essere costretta a fare la sua vita; Stefania non vuole vederla e si allontana in preda alle lacrime, venendo seguita da Rosanna che prova a convincerla a perdonare gli errori commessi dalla madre, ma la ragazza replica che è lei stessa a doverne pagare il conto.
Durante un'altra gita all'aperto Elena si sporge pericolosamente da un precipizio, ma Rosanna e sorella Celestina la tirano indietro in tempo; quando le altre si sono allontanate, la ragazza dice a Rosanna che anche lei vuole volare come le aquile. Incoraggiata da Rosanna, sorella Celestina si toglie la fascia di contenzione al seno e viene redarguita da sorella Federica, che informa prontamente sorella Alberta della cosa; entrambe concordano sul fatto che sia Rosanna a traviare sorella Celestina e le allieve.
Sorella Federica fa aprire a tutte le ragazze i propri bauli. Sotto il materasso di Stefania vengono trovate alcune riviste di moda, in realtà messe lì da Nicoletta. La ragazza ribadisce che non sono sue, venendo sostenuta da Alice, ma vengono entrambe punite nella sala delle penitenze; qui sorella Federica si prepara a frustare Alice con un grande rosario, ma Stefania la ferma e sostiene che le riviste sono sue. Suor Celestina porta via Alice. Rosanna, udite le grida di Stefania, scaccia sorella Federica. Mentre Rosanna porta via Stefania, Sorella Alberta afferma che a nulla varranno i suoi tentativi di cambiare le cose. Alice sente Nicoletta sbeffeggiare Stefania e vuole zittirla, ma cade a causa del dolore al ginocchio. La ragazza racconta al primario che ultimamente il ginocchio cede spesso, e Vithold suggerisce al suo superiore di effettuare una ricostruzione del crociato, anche per evitare peggioramenti futuri; la decisione finale viene rimessa ai genitori di Alice.
Contrariamente alle aspettative di sorella Alberta e sorella Federica, Rosanna dichiara che non selezionerà le ragazze per il coro ma che farà cantare tutte, Elena compresa. Inaspettatamente Alice dichiara di non volersi operare, nonostante il padre sia invece favorevole. Rosanna, che confida i suoi dubbi a sorella Adele, porta la ragazza all'aperto per una lezione supplementare individuale, facendole infine ammettere che lei in realtà vuole operarsi per poter ballare.
Una notte Nicoletta e Nadia insultano Monica, che è in forte sovrappeso, dopo averla sorpresa a mangiare di nascosto. Stefania difende Monica e fa per tornare in dormitorio, ma quando Nicoletta insulta pesantemente sua madre, che era una prostituta, Stefania non ci vede più e la aggredisce, venendo fermata da sorella Federica. Sorella Alberta decide di escludere Stefania dal coro.
Brunico, 20 gennaio 1958. Le ragazza di esibiscono per la Festa del Patrono; sorprendentemente, Elena si mette a cantare commuovendo la madre. Stefania, con la complicità di Monica, riesce a scappare dalla camera e a raggiungere (con l'aiuto di Mario, garzone del fornaio, addosso al quale era ruzzolata correndo) la chiesa, dove canta e incrocia lo sguardo con la madre, venuta dalla Sicilia appositamente per sentirla cantare. Al termine del coro, Giuseppe annuncia con fierezza che la figlia ha deciso di operarsi (con evidente disappunto di sorella Alberta); il primario dichiara che non sarà lui a operare la ragazza, ma Vithold, al quale farà da assistente. Maria prega sorella Alberta di non punire la figlia per essere fuggita, ma la Reverenda Madre rifiuta, così la donna prega Rosanna di aiutare Stefania.
Di notte Rosanna va a parlare con sorella Alberta e la trova mentre si autofustiga; quest'ultima le dice che anche se non puniranno severamente Stefania dovrà essere dato l'esempio. Sorella Alberta spiega a sorella Federica che devono riuscire a far restare Rosanna al collegio cosicché ella «potrà constatare di persona il pericolo che si nasconde nel suo modo di pensare... saranno i fatti a dimostrarle che ha torto, solo i fatti, e noi avremo l'opportunità di redimerla».
- Ascolti: telespettatori 6 842 000 – share 23,97%[1].

### Seconda puntata
Una sera le ragazze vengono portate a Bolzano per quello che, a sorpresa, scoprono essere un saggio di conservatorio; prima che la gara inizi, Elena scorge una cantante del coro rivale e un ragazzo mentre si scambiano effusioni, rimanendone profondamente turbata. Quando viene il loro turno, a un certo punto Elena smette di cantare e si mette in disparte; la ragazza, prima di essere accompagnata da Rosanna fuori dal palco, vede nuovamente quella coppia scambiarsi altri baci. Di ritorno al collegio, Rosanna affronta sorella Alberta accusandola di sapere che il coro di educande si sarebbe dovuto confrontare con quello professionista del conservatorio, provocando un'esibizione al di sotto delle aspettative con relativa umiliazione; in realtà il prefetto Armandi lo aveva detto a sorella Alberta, ma quest'ultima lo aveva volutamente omesso. La loro discussione viene interrotta da sorella Federica: Elena è sparita.
La ricerca di Elena prosegue dalla notte all'alba, sotto la pioggia. Rosanna e Vithold trovano la ragazza sullo stesso precipizio dove si era sporta durante la prima lezione di canto all'aperto. Nell'infermeria del collegio, la ragazza confessa di essere stata vittima di continui abusi sessuali da parte del padre fin da quando era una bambina. Pietro sostiene che ciò sia solo frutto della sua immaginazione, trovando l'appoggio di Sorella Alberta; Giorgia sembra invece molto inquieta. Rosanna chiede di parlare con Elena ma la giovane, manipolata da sorella Alberta, nega quanto detto, perciò la donna non può sporgere denuncia.
Sorella Alberta rimprovera sorella Celestina perché, nonostante stia per prendere i voti perpetui, si sta lentamente allontanando dalla sua vocazione, soprattutto dopo l'arrivo di Rosanna: le impone quindi di rimettere la fascia di contenzione prima che le ferite al petto siano guarite. Nella notte Stefania si affaccia dalla camera per parlare con Mario, col quale ha iniziato a vedersi, e Nicoletta, che nel frattempo ha smussato il suo carattere, non ne fa parola con sorella Federica. L'operazione di Alice ha successo.
È la festa di San Valentino. Vithold e Rosanna cenano a casa di lui e danzano insieme; a un certo punto lui la bacia ma rimane dispiaciuto nell'essere rifiutato seppur educatamente dalla donna, che dichiara di aver ricevuto troppe batoste, accettando però di rimanere suo amico. Le ragazze si introducono nell'ufficio di sorella Alberta per guardare il Festival di Sanremo, prendono il suo rosario ma dopo averlo strappato inavvertitamente lo buttano nel camino; sopraggiungono le suore che, avvertite da Nadia, inducono Nicoletta a rivelare che Stefania si trova nella stalla. Qui la ragazza e Mario sono intenti a baciarsi ma vengono interrotti da sorella Federica e sorella Alberta, che commenta con «tale madre, tale figlia»; poco dopo sopraggiungono anche Rosanna e Vithold, impedendo che la situazione degeneri.
Né Nadia né Nicoletta rivelano a sorella Alberta chi abbia forzato la serratura del suo ufficio; Stefania dichiara che il loro intento era semplicemente di vedere il Festival di Sanremo. Sorella Alberta cerca di far dire a Stefania che la sua ribellione è dovuta a Rosanna, ma la ragazza tace e la suora le ordina di rimanere nella sala delle penitenze finché non si deciderà a dare una spiegazione plausibile per ciò che ha fatto, oltre a inasprire i controlli sulle attività delle altre allieve. Le ragazze vengono poi sottoposte a fustigazione. Sorella Alberta straccia gli spartiti che Rosanna e sorella Celestina avrebbero voluto far cantare alle giovani, pretendendo che esse cantino esclusivamente brani sacri e in lingua latina. Il prefetto Armandi, dopo aver saputo della faccenda riguardante Stefania, decide di ritirare momentaneamente Nicoletta dal collegio e intende parlarne col vescovo; la ragazza è dispiaciuta di averne parlato col padre e si scusa con Rosanna. Sorella Celestina decide di prendersi una pausa e cominciare a studiare musica in conservatorio, augurando buona fortuna a Rosanna dopo averle detto che sorella Alberta non si darà pace finché non l'avrà vinta su di lei.
Elena ammette a Rosanna che è stata costretta a mentire da sorella Alberta: lei è stata veramente abusata da suo padre, e finalmente lo ha rivelato anche a sua madre; la ragazza ha capito con orrore che il padre sta iniziando a guardare la figlia minore, Natalia, come prima faceva con lei. Giorgia incontra Rosanna nel cortile del collegio, la ringrazia per ciò che ha fatto e racconta di non aver denunciato il marito perché non avrebbe cambiato ciò che è già successo, ma che ora la figlia le ha dato una forza che non credeva di avere; tuttavia, pensa comunque di non denunciare il marito perché preferisce condannare all'infelicità lei e le figlie anziché «il disonore a vita».
Sorella Celestina si presenta al conservatorio di Bolzano dove conosce uno studente (lo stesso che Elena aveva osservato al concorso canoro) che la ospita nel suo appartamento, dove però le fa bere vino e quando lo rifiuta tenta di abusare di lei. La ragazza reagisce dandogli uno schiaffo, e lui la insulta accusandola di essergli saltata addosso; fra le lacrime, sorella Celestina gli rivela di essere una suora. Il giorno dopo torna al collegio, per la soddisfazione di sorella Alberta. Quest'ultima dice a Stefania che se continuerà a stare zitta il giorno dopo procederà con un'espulsione formale che le impedirà di accedere a qualsiasi altro collegio.
Rosanna va a visitare sorella Adele, in una casa di cura per un enfisema. Ella le dice che le ragazze si sono rifiutate di accusarla, nonostante i maltrattamenti subìti, perché grazie a lei hanno ricominciato a vivere; la stessa sorella Adele sente di avere avuto il coraggio di liberarsi di sorella Alberta grazie a Rosanna. Quest'ultima chiede a Vithold di visitare Stefania per verificare il suo stato di salute ed eventualmente rivolgersi al vescovo; all'improvviso Rosanna capisce che Sorella Alberta le ha dato l'indirizzo della casa di cura perché voleva rimanere sola con Stefania, così torna in fretta al collegio con Vithold. I due trovano Stefania svenuta, dopo che ha provato a uccidersi tagliandosi le vene con i frammenti di uno specchio.
Rosanna affronta sorella Alberta nel suo ufficio, accusandola di aver offeso, umiliato, picchiato, ricattato e segregato Stefania. Sorella Alberta dichiara che era l'unico modo per salvare la ragazza dall'espulsione; Rosanna invece specifica che lo ha fatto per salvare il buon nome del collegio, visto che stanno cercando un capro espiatorio. Sorella Alberta afferma che non si sarebbe mai immaginata che Stefania sarebbe arrivata a tentare il suicidio, accusando la ragazza di comportamenti scorretti e Rosanna di averla fuorviata. Quindi prende un uccellino da una gabbia e lo lancia dalla finestra, ma il pennuto non è ancora in grado di volare e muore dopo essere caduto a terra; la suora dichiara che «ci vogliono ali forti per volare, e non tutti le hanno». Rosanna chiama sorella Alberta pazza e la aggredisce stringendole la gola, ma viene fermata da Vithold e sorella Federica. Vithold dice a Rosanna di fermarsi perché così fa il gioco della suora, ed era questo che lei voleva: farla passare dalla parte del torto, e ora c'è riuscita. Sorella Alberta sorride soddisfatta.
Stefania viene ricoverata in ospedale e recupera pian piano le forze. Vithold informa Rosanna, mostrandole un articolo di giornale, che Giorgia ha finalmente denunciato il marito per le molestie attuate negli anni verso la figlia. Rosanna comunica a Stefania che non potrà assistere al coro di Pasqua, perché anche se sorella Alberta ha ritirato la denuncia, la polizia l'ha diffidata dall'avvicinarsi a lei.
Brunico, 21 marzo 1958. Mentre le ragazze si esibiscono in chiesa, a sorpresa entra Rosanna, accompagnata da Vithold (che ringrazia per tutto l'aiuto che le ha dato), suscitando il chiacchiericcio dei presenti. Contravvenendo alle disposizioni di sorella Alberta, sorella Celestina fa cantare alle ragazze un brano composto da lei in lingua italiana e dedicato proprio a Rosanna. La donna percorre un breve tratto della navata e, terminato il brano, viene applaudita dai presenti e abbracciata dalle ragazze. Anche il vescovo applaude la donna e dice a sorella Alberta che dovranno discutere di molte cose e rivedere molte posizioni, perché ha l'impressione che lei abbia già dato abbastanza al Santa Chiara e abbia «diritto a un po' di riposo». Sorella Alberta risponde che sebbene lei possa essere rimossa la sua coscienza invece non può, e si allontana da sola mentre il fragore nella chiesa prosegue.
- Ascolti: telespettatori 9 640 000 – share 36,66%[2].

## Seconda stagione

### Prima puntata
Cernusco sul Naviglio, 29 ottobre 1961. Sorella Alberta, che in seguito agli avvenimenti del collegio a Campo Tures è stata cacciata a causa dei suoi metodi, viene assunta come direttrice della Casa di accoglienza per l'infanzia abbandonata Sorelle Francescane Santa Chiara, un malandato orfanotrofio nel milanese. La Reverenda Madre si attiva subito affinché l'orfanotrofio venga ristrutturato e sembra dare prova di aver subìto un profondo mutamento caratteriale, mostrandosi molto dolce, simpatica e protettiva nei confronti dei piccoli orfani e delle altre consorelle.
Milano, 20 dicembre 1961. Rosanna affronta le conseguenze delle sue azioni a Tures: la donna è stata espulsa da tutte le scuole d'Italia per aver messo le mani addosso a Sorella Alberta arrivando quasi a strozzarla, e perde in continuazione i suoi alunni privati non appena le famiglie di questi vengono a conoscenza dei suoi trascorsi. Stefania intanto si sta laureando in Giurisprudenza all'Università Statale e vive con Rosanna in un piccolo appartamento.
Proprio quando le cose sembrano andare sempre peggio Sorella Celestina, entrata a far parte del Conservatorio di Musica Giuseppe Verdi nascondendo però a tutti di essere una suora, le propone di lavorare presso l'orfanotrofio di Cernusco dove lei vive, proprio quello diretto da Sorella Alberta, omettendo però la presenza della donna. Grande è la sorpresa di Rosanna quando si ritrova davanti l'odiata nemica, ma alla fine, pur nutrendo ancora moltissimi dubbi sulla sincerità del suo cambiamento, decide di restare. Sorella Alberta le presenta Olga Villoresi, la maggiore benefattrice dell'orfanotrofio.
Tra gli ospiti della struttura c'è il misterioso Fabrizio, un ragazzo che vi è entrato in tenera età ed è preda di gravissimi problemi psichici. Il ragazzo è molto infastidito dal sole, tanto che quando Rosanna apre le finestre per fare luce lui le dà uno schiaffo, venendo a sua volta schiaffeggiato dalla donna. Sorella Alberta si scusa per il comportamento di Fabrizio spiegando che con lui ci vuole molta pazienza. Rosanna suggerisce di trattare il ragazzo come una persona e a non dargliele tutte vinte. La discussione viene interrotta dalla lite tra un bambino e Fabrizio che, dopo aver dato ancora una volta di matto, crolla a terra e ha una crisi; quando si riprende, per tranquillizzarsi si nasconde per l'ennesima volta sotto al forno. Rosanna incontra l'autoritario psichiatra Maurizio Lorenzi, il quale sostiene che Fabrizio già a cinque anni era ritardato e in seguito ha sviluppato la sindrome schizofrenica, che da quando ha quattordici anni il suo quadro è in costante peggioramento e che è ormai troppo tardi per sperare in una ripresa.
Sorella Alberta spiega a Rosanna che la signora Villoresi, che manda avanti l'istituto con le sue donazioni, è decisamente contraria alla presenza di Fabrizio. Rosanna preme affinché il ragazzo acquisti autonomia perché in caso contrario, quando tra due anni Fabrizio ne compirà 21 e diventerà maggiorenne, sarà destinato a un manicomio. Rosanna, con pazienza e determinazione, riesce ad ottenere cambiamenti significativi in Fabrizio, guadagnandosi anche la sua fiducia. Decide di portare Fabrizio a pranzare in presenza dei bambini, delle suore e delle dame di carità, tra le quali c'è Olga, che pretende di allontanare il ragazzo e farlo mettere sotto chiave. Fabrizio ha una crisi e fugge nascondendosi nuovamente sotto al forno. Sorella Alberta ottiene dalla signora Villoresi un mese di tempo per trovare a Fabrizio una sistemazione, e chiede a Rosanna di occuparsi solo del ragazzo, perché lei è l'unica che non è stata rifiutata e può cercare di salvarlo. Intanto Stefania inizia a frequentare Nicola, l'assistente di diritto penale.
Sorella Alberta racconta a Rosanna che Fabrizio è stato portato all'orfanotrofio come disperso nella primavera del 1945, e la seconda propone di rintracciare la famiglia di origine cercando tra le pratiche archiviate in Questura. In un volume una pagina risulta strappata, cosa che Rosanna intuisce essere stata fatta di recente perché a differenza del resto della pagina la parte strappata è bianchissima. Mentre escono per prendere la corriera, Rosanna nota che da una tasca di Sorella Alberta sporge un foglio che sospetta essere la pagina strappata, dunque decide di seguirla e la vede consegnare il foglio a una donna delle pulizie che scopre essere Maria. Quest'ultima le racconta che è stata Sorella Alberta a trovarle un lavoro e ad allontanarsi dalla prostituzione, ma non lo ha detto a Stefania per via di quello che è successo anni prima; in realtà ciò che Sorella Alberta ha dato a Maria è una busta col denaro destinato a coprire le spese universitarie di Stefania, facendo sentire Rosanna in colpa per aver dubitato di Sorella Alberta.
Stefania, la quale ha ottenuto dal professor Giusti un posto come praticante nel suo studio dopo la laurea, non crede alla buona volontà di Sorella Alberta, nonostante le parole di Rosanna e Sorella Celestina; quest'ultima intanto stringe un legame d'amicizia con il supplente di musica Salvatore. Nonostante Fabrizio abbia paura della luce, Rosanna riesce a farlo uscire dall'orfanotrofio, ma il ragazzo ha una crisi dopo aver visto una pompa per l'acqua e si rifugia in mezzo alla paglia; proprio lì Rosanna subisce un piccolo incidente e quando si riprende sente parlare per la prima volta Fabrizio.
Natale, 1962. Rosanna vuole mostrare alla signora Villoresi e al dottor Lorenzi i grandi progressi di Fabrizio, ma il ragazzo si rifugia nella voliera, da dove Rosanna lo costringe a uscire. Tutti accorrono a vedere, e la signora Villoresi decide che il giorno dopo lo farà chiudere in manicomio, ma il ragazzo dichiara di voler restare lì. Successivamente la donna riconosce che Rosanna ha fatto un ottimo lavoro con Fabrizio, e concede al ragazzo di rimanere nella struttura affinché la donna si prenda tutto il tempo necessario per curarlo. Per un po' Olga non si ripresenterà per non turbare la serenità di Fabrizio. Il ragazzo si attacca molto a Rosanna, e quest'ultima confida a Sorella Alberta che forse gli si è dedicata troppo e vuole fargli capire che lei non è il suo mondo e che c'è altro. Fabrizio compie progressi sempre maggiori e legge e parla sempre più chiaramente, e quando arriva il suo compleanno Rosanna gli regala il libro Tutte le poesie di David Herbert Lawrence, tradotto da Piero Nardi.
Stefania si laurea con 110 e lode, e un attimo dopo in aula si presenta anche Maria, accompagnata da Rosanna e Sorella Celestina. Stefania rifiuta la madre, e Rosanna dice alla ragazza che è merito di Sorella Alberta se sua madre ha trovato lavoro e ha pagato i suoi studi, facendo in modo che non lo sapesse mai. Rosanna rimane particolarmente delusa quando Stefania dice a Nicola che sua madre non può fermarsi a pranzare con lui e il professor Giusti perché non è potuta venire, e che le donne presenti sono solo delle amiche. La sera Rosanna rimprovera Stefania per aver rinnegato sua madre, e lei risponde che lo ha fatto principalmente perché se il professor Giusti viene a sapere che sua madre faceva la prostituta non la vorrebbe più nel suo studio legale. Stefania vorrebbe vivere nella comodità, ma per farlo sente di dover rinnegare se stessa, nonostante Rosanna cerchi di farle capire che non è necessario.
Sorella Celestina viene promossa a un esame grazie all'aiuto di Salvatore, il quale vorrebbe da lei più di una semplice amicizia. Sorella Alberta propone a Rosanna di affidare Fabrizio alla signora Villoresi, dato che pur essendogli stata ostile si è sempre interessata a lui, e spinge Rosanna ad andare col ragazzo direttamente nella villa della donna: qui Fabrizio è colto da una crisi quando nel giardino vede una pompa per l'acqua vicino a una botola, che apre, e al cui interno Rosanna nota un galleggiante simile a uno che Fabrizio usava rigirarsi tra le mani in orfanotrofio. L'anziano ingegnere Gherardo Villoresi, marito di Olga, riconosce il ragazzo e lo chiama col nome di Emanuele; per l'emozione l'uomo ha un malore e Olga fa cacciare dalla villa Rosanna e Fabrizio.
- Ascolti: telespettatori 6 928 000 – share 24,48%[3].

### Seconda puntata
Fabrizio subisce uno shock. Rosanna domanda a Sorella Alberta come faceva Fabrizio a sapere dove si trovava il pozzo in quel giardino e come faceva ad avere il galleggiante di quel pozzo: vorrebbe inoltre capire come mai Olga ci tenesse tanto a farlo finire in manicomio e perché si era dedicata così tanto proprio al loro orfanotrofio, tra tutti quelli che ci sono in giro. Rosanna è certa che in quel palazzo ci sia la risposta a tutte le loro domande, così Sorella Alberta propone di far venire Olga in orfanotrofio e di trattenerla affinché Rosanna abbia via libera per parlare con Gherardo Villoresi.
L'ingegnere rivela a Rosanna che Fabrizio è in realtà Emanuele, il figlio da lui avuto in tarda età dalla prima moglie. Egli racconta a Rosanna che nella primavera del 1945, durante i bombardamenti degli Alleati, tutti dicevano che la guerra sarebbe finita presto, ma lui e la sua seconda moglie Olga non ci credevano e volevano spostarsi in campagna. A quel tempo Emanuele aveva cinque anni, era un bambino irrequieto e aveva sofferto tanto per la mancanza della madre, morta di parto; Olga non è mai stata capace di prendere il suo posto nel cuore di Emanuele, che era introverso, aggressivo, parlava pochissimo e sembrava volersi punire per la morte della madre. Poi arrivò la sera del trasloco. Trovarono un autista disposto a viaggiare di notte malgrado il coprifuoco, ma mentre stavano per partire si accorsero che Emanuele era scomparso; dato che non si trovava più sporsero denuncia, e il nome di Emanuele fu iscritto al registro dei dispersi. Ma il loro giardiniere notò che il coperchio del pozzo era fuori posto: Emanuele era lì, smagrito, impaurito, sporco, ma era vivo. Era successo qualcosa in quel pozzo, qualcosa che lo aveva minato nel profondo. Il dottor Lorenzi lo tenne sotto osservazione per tre mesi, ma il bambino peggiorava sempre di più, e alla fine disse loro che forse il suo male poteva essere irreversibile. Emanuele era diventato quasi un vegetale, tanto che alla fine Olga disse al marito che bisognava portarlo in una clinica in Svizzera. Gherardo era disperato, ma la moglie si offrì di pensare a tutto e gli fece credere di averlo affidato alle cure degli specialisti migliori. L'uomo amava la sua seconda moglie e avrebbe fatto qualunque cosa pur di non perderla, pur di non rimanere solo una seconda volta, dichiarando che «un uomo è capace di qualunque nefandezza quando è in pena per se stesso, e io lo ero». Ogni giorno che passava senza andare a trovare Emanuele si disprezzava sempre di più, e questo gli rendeva sempre più gli era difficile reagire, così alla fine aveva permesso a sua moglie di cancellarlo e far credere a tutti che fosse disperso; Olga riuscì a convincerlo che era meglio che nessuno sapesse. I due vengono interrotti dal ritorno di Olga, che promette a Rosanna di fargliela pagare.
Salvatore segue Celestina perché vuole scoprire chi è l'uomo col quale crede sia già impegnata, e rimane spiazzato nel vederla in abito da suora; avrebbe voluto saperlo due anni prima così si sarebbe messo l'anima in pace, ma Celestina gli dice che non poteva farlo perché avrebbe messo nei guai molta gente. L'ingegner Villoresi si impone sulla moglie e telefona all'orfanotrofio affinché Emanuele torni a casa da lui; il ragazzo è ancora diffidente, ma il padre si guadagna un pizzico di fiducia mostrandogli un album con le foto di famiglia, compresa sua madre. Olga afferma che dopo aver mandato il figliastro in Svizzera aveva deciso di farlo tornare in Italia per farlo stare più vicino, facendo ristrutturare l'orfanotrofio apposta per lui e andando a trovarlo ogni mese per accertarsi che stesse nelle migliori condizioni possibili. Per Sorella Alberta è opportuno che Rosanna sia sempre accanto a Emanuele fino a che non avranno la certezza che sia veramente al sicuro; però Rosanna constata come, finché l'ingegnere resterà succube della moglie, ciò non potrà accadere. Rosanna cerca di infondere coraggio a Gherardo affinché non rischi di perdere il figlio per la seconda volta, stavolta per sempre.
Nonostante Celestina abbia preso i voti perpetui, Sorella Alberta capisce che la ragazza vorrebbe vivere di musica e costruirsi una famiglia, perciò la sprona a fare ciò che realmente desidera. Gherardo mostra al figlio i bozzetti originali per la progettazione dei navigli di Milano fatti dal proprio padre (infatti lui dopo la laurea si è occupato soltanto della fabbrica di famiglia). Rimasto solo, Gherardo ha un malore, e frugando nel cassetto in cerca di medicine trova una lettera di Olga che lo fa infuriare e gli fa dire alla moglie che non riuscirà a farlo interdire e a togliergli Emanuele per la seconda volta. Lei risponde di averla scritta in un momento di rabbia, ma Gherardo replica che tutto ciò di cui ha bisogno è che lei sparisca da quella casa e dalla sua vita, e le dà tempo fino alla sera successiva per andarsene. Prima di andare a dormire, finalmente Emanuele dice «io ti voglio bene, papà»; Gherardo viene colto da un altro malore e muore davanti agli occhi del figlio. Poco dopo si presenta Olga la quale, con molta freddezza, gli dice che ormai il padre non lo può più sentire.
Al funerale del padre Emanuele ha una crisi e viene portato in ospedale con la forza; il dottor Lorenzi spiega a Rosanna che è stata richiesta una perizia psichiatrica dal tribunale, e che lei stessa verrà chiamata a comparire. Il professor Giusti, che sarà l'avvocato di Olga, chiede a Stefania di assisterlo nella causa tra la Villoresi e la Ranzi. Stefania non se la sente perché sa che Rosanna è innocente, ma secondo Giusti un buon avvocato deve preoccuparsi solo di vincere la causa; l'uomo le fa capire di sapere che sua madre faceva la prostituta, e che solo i trionfi sono in grado di cancellare gli scheletri nell'armadio. Quando le chiede perché si ostini a voler rimanere tra i perdenti, Stefania gli risponde che forse lo è anche lei, quindi decide di lasciare lo studio «di leccaculo» e grida a tutti di essere figlia di una prostituta che lava le scale per mantenerla. Nicola cerca di trattenerla senza successo, e Giusti gli dice di cancellare dalla sua vita la ragazza per non interrompere la sua brillante carriera prima ancora di cominciarla, dato che lui lavora nel suo studio solo perché suo padre e Giusti sono amici.
Olga denuncia Rosanna per plagio e circonvenzione d'incapace. All'apertura del testamento aveva scoperto che il marito, prima di morire, le aveva giocato l'ultima beffa: l'aveva esclusa dall'eredità lasciando tutto a Emanuele e nominando Rosanna come suo tutore legale. Secondo la sua accusa, Rosanna avrebbe approfittato di un ritardato e di un uomo anziano per impossessarsi del suo patrimonio. Nonostante l'assurdità dell'accusa, Olga ha dalla sua parte la Milano che conta, mentre Rosanna ha contro di sé tutte le circostanze.
Palazzo di Giustizia, 11 marzo 1964. L'avvocato di Rosanna è Nicola, assistito da Stefania, mentre quello di Olga è il professor Giusti. Olga sostiene di non aver mai protestato per i presunti maltrattamenti di Rosanna perché Sorella Alberta aveva loro detto che tutto ciò serviva per il bene di Emanuele, senza immaginare che Rosanna stesse imbrogliando anche lei; suo marito sapeva che il figlio si trovava in orfanotrofio perché i medici avevano detto che Emanuele era irrecuperabile, e lei sapeva che perlomeno da Sorella Alberta sarebbe stato trattato con amore. Rosanna ribatte che Sorella Alberta è arrivata in orfanotrofio solo tre anni prima, e che fino ad allora quel posto era ridotto alla stregua di una stalla. Olga risponde che è stata lei a tenere in piedi l'orfanotrofio e a chiedere alla Curia di affidare la direzione a una suora da lei ritenuta più capace visto che la precedente era ormai troppo anziana; sostiene di aver fatto ricoverare Emanuele sotto falso nome perché suo marito era un uomo molto in vista e voleva evitare che qualcuno potesse usare suo figlio per estorcergli del denaro, e accusa Rosanna di aver fatto morire suo marito di crepacuore per intascarsi l'eredità.
Il dottor Lorenzi afferma di essersi accorto subito che il caso di Emanuele era senza speranza, e che il trauma della prigionia si era innestato su una patologia precedente, dicendo che era ritardato già prima di chiudersi nel pozzo; ritiene inoltre che Emanuele non abbia fatto alcun progresso con Rosanna, sostenendo di aver visto solo peggioramenti. Nicola smentisce quest'ultima dichiarazione, ma il dottore minimizza. Anche le dame di carità, che pure erano presenti con Lorenzi quando Emanuele ha parlato, hanno negato tutto. Lorenzi dice che Rosanna è riuscita ad ammaestrarlo con le minacce di punizioni «come si fa con un cane». Rosanna protesta e viene portata fuori dall'aula.
Il dottor Ridolfi depone a favore di Rosanna, dichiarando che la donna ha intuito che lo stato di Emanuele dipendeva da un evento esterno traumatico, e quindi non era irreversibile; inoltre afferma di non aver potuto visitare il ragazzo in tempi recenti perché il dottor Lorenzi glielo ha impedito, ed è stato messo in condizioni di doversene andare. Stefania conferma che Emanuele parlava perfettamente prima di essere sottoposto all'elettroshock e al valium. Su suggerimento di Giusti, il tribunale convoca direttamente Emanuele, ma il ragazzo viene riportato indietro prima che l'udienza inizi a causa dello stato in cui versa.
Dopo che Sorella Celestina ha parlato, Giusti rivela ai presenti che due volte a settimana la donna si toglie il velo e studia segretamente composizione al conservatorio, giudicandola una testimone non attendibile perché per tre anni ha condotto una doppia vita, oltre al fatto che è stata vista baciare pubblicamente in conservatorio il suo insegnante di musica, Salvatore, il quale l'ha anche aiutata a correggere i suoi temi di esame per essere promossa (fatti probabilmente rivelati da Piero, collega di Salvatore).
La prossima a testimoniare è Sorella Alberta, che dopo alcune asserzioni mostra al giudice il foglio strappato dall'archivio della Questura, che lei sostiene di aver trovato tra gli effetti personali di Rosanna. Quest'ultima è disperata e avendo finalmente capito che la suora non è cambiata, dichiara che è stata tutta una trappola fin dall'inizio. Dato l'evidente contrasto tra le dichiarazioni della testimone e dell'imputata, il pubblico ministero chiede che si proceda a un immediato confronto. Rosanna accusa Sorella Alberta di aver premeditato tutto per vendicarsi, che era d'accordo con la signora Villoresi e che ha calibrato ogni suo gesto per spingerla ad andare avanti con Emanuele. Rosanna rammenta che Emanuele non ha mai voluto avvicinarsi a Sorella Alberta perché aveva capito sin dall'inizio chi era, e lei si sta vendicando anche di lui; poi maledice la suora e prova anche ad aggredirla, così viene portata fuori dall'aula.
Nicola, Stefania e Sorella Celestina vanno a parlare con Sorella Adele, e anche lei va a testimoniare. Racconta di aver conosciuto Olga al collegio di Campo Tures dal 1935 al 1940, e che era l'allieva preferita di Sorella Alberta, oltre che sua spia, infatti le raccontava tutto quello che succedeva nel collegio. Sorella Adele spiega che se n'è andata dal collegio perché non ne poteva più di Sorella Alberta, poi si fa accompagnare fuori. Rosanna non è presente in tribunale perché è ricoverata in ospedale dopo essere stata picchiata in carcere, ma il giudice concede tre giorni affinché si presenti, altrimenti andranno avanti senza di lei.
Ospedale Niguarda, 13 maggio 1964. Il dottor Lorenzi comincia a provare sensi di colpa nei confronti di Emanuele, e nonostante il grande cinismo di Olga, col quale è in combutta da diciotto anni, decide di onorare l'etica professionale prestando al ragazzo le dovute cure.
Olga parla a Sorella Alberta dei suoi timori su un possibile ravvedimento di Lorenzi, mentre la religiosa espone la propria preoccupazione sulla capacità di Rosanna di farsi amare, giudicandola un pericolo per qualsiasi comunità e ripromettendosi di fermarla. Sorella Celestina fa visita a Rosanna in ospedale, dove la donna si fa prestare l'abito da suora per raggiungere la stanza dove è ricoverato Emanuele; la donna gli dice che non deve arrendersi mai, prima di essere scoperta e portata via. Emanuele, toccato dalle sue parole, fugge dall'ospedale e raggiunge di corsa il tribunale.
Emanuele ringrazia Rosanna per gli insegnamenti che gli ha dato e, dopo aver recitato una poesia di Lawrence, per essere stata l'unica a non aver mai provato pena per lui e a non averlo mai compatito. Dopo che Nicola fornisce una breve arringa, il dottor Lorenzi confessa che il suo silenzio gli ha permesso di fare una brillante carriera, e di aver perciò accettato di mentire in cambio della benevolenza di una delle famiglie più potenti di Milano. Sorella Alberta sapeva la verità sul ragazzo, e fu chiamata a dirigere l'orfanotrofio proprio perché la signora Villoresi aveva bisogno di una persona estremamente fidata a cui affidare la gestione di quel suo caso. La signora Villoresi era dunque d'accordo con Sorella Alberta fin dall'inizio. Olga si agita e dichiara di essere stata sempre succube della Reverenda Madre, fin dai tempi in cui studiava a Tures, che è solo lei la causa di tutto e che è stata lei a strappare la pagina dall'archivio, concludendo che le ha rovinato la vita per la sua voglia di vendetta. Sorella Alberta ammette di aver strappato quella pagina, ma di averlo fatto «per far trionfare la verità», per ridare a Emanuele una vita e una famiglia, e per svelare gli inganni di Olga e portare la verità a galla. Poi dice a Sorella Celestina che è grazie a lei se ha scoperto che la sua vocazione era fasulla, a Stefania che è merito suo se lei ha potuto studiare e sua madre ha trovato un lavoro dignitoso. Infine Sorella Alberta si rivolge a Rosanna chiedendosi perché tutti continuino ad amare lei nonostante ciò che ella stessa ha fatto per loro.
3 giugno 1964. La seconda corte d'assise assolve Rosanna da tutte le accuse perché i fatti non sussistono.
Celestina decide di togliersi il velo da suora per seguire il suo cuore e sposare Salvatore. Stefania raggiunge tutti gli obiettivi che si era prefissata: si sposa con Nicola, col quale ha una bambina, e apre uno studio legale assieme al marito. Emanuele si laurea in letteratura inglese con 110 e lode, senza che nessuno dei suoi professori si sia mai reso conto di chi fosse prima, e questo è il suo più grande motivo di orgoglio. Sorella Alberta finisce in prigione, ma Rosanna dubita che riesca a rendersi veramente conto di tutto il male che ha fatto. La stessa Rosanna viene riammessa all'insegnamento in conservatorio ed è felice di aiutare i ragazzi quando può. Anche se le costa ammetterlo crede che sia Celestina, con la sua umanità, sia Emanuele, col suo profondo ottimismo, sia Stefania, con la sua caparbietà, forse debbano in qualche modo qualcosa a Sorella Alberta, perché «in fondo è stata lei, con la sua ferocia, a spingerli a tirare fuori le unghie e a lottare: è ciò che serve, oltre all'amore, per poter spiegare le ali e volare via».
- Ascolti: telespettatori 8 066 000 – share 30,15%[5].

## Personaggi e interpreti
- Rosanna Ranzi (stagione 1-2), interpretata da Sabrina Ferilli. Protagonista della serie, è un'insegnante di musica di un Conservatorio a Roma, che abbandona per trasferirsi a Campo Tures presso l'educandato femminile Pio Istituto Sorelle Francescane Santa Chiara. Qui la donna prende a cuore le delicate situazioni personali delle ragazze e le sprona a lottare contro le loro fragilità. Dopo essere stata cacciata dal collegio per aver aggredito Sorella Alberta, Rosanna avrà difficoltà a trovare un nuovo lavoro, vista la fama che si porta dietro. Nella seconda stagione il personaggio della Ferilli funge anche da voce narrante della vicenda, elemento invece assente nella prima miniserie. È nata a Roma il 4 aprile 1929.
- Sorella Alberta (stagione 1-2), interpretata da Virna Lisi. Nata Maria Enrichetta Alberta Vendramini (figlia di un conte e generale di cavalleria che le ha insegnato l'equitazione e che, secondo le parole di Sorella Adele, l'ha cresciuta a forza di sberle) e chiamata da tutti Reverenda Madre, è la direttrice del "Santa Chiara", collegio situato in un castello di proprietà della famiglia Vendramini. La suora è perennemente fredda e austera e non sembra provare empatia alcuna per le sue studentesse, che spesso e volentieri tormenta e picchia, aiutata dalla sadica Sorella Federica. Colpevole di aver istigato al suicidio una delle ragazze, Sorella Alberta viene sollevata dal suo incarico e diventa la responsabile di un orfanotrofio della periferia milanese. In seguito contatterà Rosanna per offrirle un lavoro e farsi perdonare delle terribili angherie a cui l'ha sottoposta. Sorella Alberta riesce a convincere tutti di essere davvero cambiata ma il suo obiettivo è vendicarsi della Ranzi, considerata la sua acerrima nemica.
- Stefania (stagione 1-2), interpretata da Giovanna Di Rauso. Una delle ragazze del collegio, figlia di una prostituta siciliana che più di tutte subisce continue punizioni e vessazioni in quanto ospite del "Santa Chiara" solo per carità di Sorella Alberta. La frustrazione e la depressione a cui la ragazza è stata condotta dalle perfide suore la porteranno a tentare il suicidio. Nella seconda stagione, Stefania si laurea in Giurisprudenza e aiuterà Rosanna a districarsi dal terribile tranello tesole da Sorella Alberta.
- Sorella Celestina (stagione 1-2), interpretata da Rita Del Piano. È la dolce pianista del collegio, dal carattere profondamente diverso da quello della Reverenda Madre. Celestina non è completamente certa della sua vocazione e più di una volta sarà assalita dai dubbi. Nella seconda stagione diventa parte di un Conservatorio milanese e alterna la vita laica pubblica a quella privata della novizia. Solo più tardi si renderà conto che l'abito monacale non fa per lei e riuscirà finalmente a trovare una stabilità emotiva e amorosa. Il suo cognome è Papaleo, ed è originaria di Cassano delle Murge.
- Sorella Adele (stagione 1, guest stagione 2), interpretata da Marisa Merlini. Suora di lunga data del "Santa Chiara", romana verace e stretta confidente di Rosanna. Sembra essere a conoscenza dell'oscuro passato di Sorella Alberta. Nella seconda stagione è ormai in congedo da tempo e viene contattata da Stefania e Nicola per testimoniare al processo di Rosanna.
- Maria (stagione 1-2), interpretata da Carla Ortenzi. È la madre di Stefania, una prostituta siciliana continuamente in cerca del meglio per sua figlia. Nella seconda stagione, Sorella Alberta le offrirà un posto di donna delle pulizie e si occuperà delle spese per far studiare Stefania.
- Sorella Federica (stagione 1), interpretata da Ute Maria Lerner e doppiata da Roberta Greganti. È il fedele braccio destro di Sorella Alberta, ugualmente perfida e malvagia e sempre pronta a sfogarsi con le ragazze, frustandole e infliggendo loro le peggiori e indicibili punizioni. Prende sin da subito in antipatia Rosanna e non accetta il minimo strappo alla regola o il minimo accenno di gioia delle ragazze.
- Vithold Heisler (stagione 1), interpretato da Tobias Hoesl e doppiato da Angelo Maggi. È il medico del paese, un uomo buono e pronto ad assistere i suoi pazienti. Si innamora di Rosanna.
- Alice (stagione 1), interpretata da Azzurra Antonacci. È una delle studentesse del collegio. Ha un problema alla gamba che le impedisce di realizzare il suo sogno di diventare ballerina, ostacolata inoltre da un carattere molto timido, da una madre oppressiva e ovviamente da Sorella Alberta.
- Nicoletta Armandi (stagione 1, guest stagione 2), interpretata da Myriam Catania. È una delle studentesse del collegio. In quanto fedele delatrice, assieme all'amica Nadia, dei piccoli e grandi segreti delle sue compagne, nonché figlia del prefetto di Bolzano, il quale contribuisce economicamente alle necessità del collegio, è una delle preferite di Sorella Alberta. Gli insegnamenti di Rosanna la faranno cambiare.
- Elena (stagione 1), interpretata da Carolina Felline. È una delle studentesse del collegio. La ragazza sembra aver perso la parola ed è soggetta a bulimia, entrambi i problemi dovuti agli abusi che il padre perpetrava nei suoi confronti quando era piccola.
- Monica (stagione 1, guest stagione 2), interpretata da Emanuela Aurizi. È una delle studentesse del collegio. Viene spesso presa in giro a causa della fame perenne e del conseguente sovrappeso.
- Nadia (stagione 1), interpretata da Giulia Bagella e doppiata da Alessia Amendola. È una delle studentesse del collegio. L'amica fedele di Nicoletta.
- Vescovo (stagione 1), interpretato da Carlo Reali. Il vescovo di Bolzano, storicamente identificabile con Joseph Gargitter.
- Mario (stagione 1), interpretato da Paolo Bonanni. Il garzone di un piccolo negozio di Tures, innamorato perso di Stefania.
- Dottor Armandi (stagione 1), interpretato da Pino Micol. È il padre di Nicoletta e il Prefetto di Bolzano.
- Giuseppe (stagione 1), interpretato da Roberto Chevalier. È il padre di Alice.
- Luisa (stagione 1), interpretata da Mirta Pepe. È la madre di Alice, una donna oppressiva.
- Pietro (stagione 1), interpretato da Andrea Tidona. È il padre di Elena, nonché suo molestatore.
- Giorgia (stagione 1), interpretata da Paola Tiziana Cruciani. È la madre di Elena.
- Fabrizio / Emanuele Villoresi (stagione 2), interpretato da Pier Luigi Coppola. Un giovane orfano che nasconde un terribile segreto. In realtà è Emanuele Villoresi, un ragazzo che apparentemente soffre di problemi psichiatrici gravi scaturiti in seguito all'abbandono in orfanotrofio e agli anni trascorsi isolato dal resto dei compagni e trattato come un selvaggio. L'incontro con Rosanna lo cambierà completamente e lo farà tornare alla normalità.
- Olga, coniugata Villoresi (stagione 2), interpretata da Lia Tanzi. Donna algida, perfida e subdola, seconda moglie dell'ingegnere Gherardo Villoresi. Alla fine si scopre che è un'ex alunna di Sorella Alberta al collegio di Tures.
- Gherardo Villoresi (stagione 2), interpretato da Renato De Carmine e doppiato da Cesare Barbetti. Un ricco ingegnere milanese, marito di Olga, da lei sposato solo per interessi economici. Morirà poco dopo aver ritrovato il figlio Emanuele.
- Maurizio Lorenzi (stagione 2), interpretato da Gino Lavagetto. È un dottore alleato di Olga, da lei ingaggiato per devastare completamente la psiche di Fabrizio. I rimorsi di coscienza lo tormenteranno e finalmente confesserà tutto in udienza.
- Avvocato Giusti (stagione 2), interpretato da Emilio Bonucci. Professore universitario di Stefania, è un uomo sessista e corrotto.
- Nicola La Torre (stagione 2), interpretato da Ivan Bacchi. L'assistente di Giusti e grande amico di Stefania, con cui si alleerà per far trionfare la giustizia e salvare Rosanna.
- Salvatore De Maria (stagione 2), interpretato da Domenico Fortunato. Un supplente di musica originario di Matera e innamorato, ricambiato, di Celestina.

## Riconoscimenti
- 2000 – Telegatto[6]
  - Miglior film TV